# Gaspard de la nuit
Gaspard de la nuit. Trois Poèmes pour Piano d'apres Aloysius Bertrand è un trittico per pianoforte solo di Maurice Ravel scritto nel 1908. È costituito da tre movimenti, ispirati ad altrettanti poemetti in prosa di Aloysius Bertrand.

## Storia
Nel 1896 Ravel lesse la raccolta Gaspard de la nuit, poemetti in prosa di Aloysius Bertrand su consiglio del pianista Ricardo Viñes, suo amico fraterno. Il testo era anche conosciuto come Storie tarlate e polverose del Medioevo il cui argomento, dai tratti oscuri e romantici, appassionava Ravel, estimatore anche di Edgar Allan Poe

Diversi anni più tardi, nel 1908, Ravel acquistò una ristampa dei poemetti di Bertrand riediti dal Mercure de France, come indicò egli stesso sulla partitura del trittico: "Publié d'après l'édition du Mercure de France 1908". Ritrovato l'interesse per il lavoro il compositore iniziò nel mese di maggio a scrivere la partitura; dopo aver scelto, fra i 67 dell'intera raccolta, i tre componimenti più adatti a essere interpretati musicalmente, realizzò prima Ondine seguito da Le gibet e terminò il 5 settembre con Scarbo. L'opera fu eseguita per la prima volta a Parigi alla Salle Érard per i concerti della Société Nationale de Musique il 9 gennaio 1909 con Ricardo Viñes come interprete.

## Struttura
I tre poemetti musicati da Ravel durano in totale circa 23 minuti.
- Ondine, Lent (Do diesis maggiore), dedicato a Harold Bauer
- Le gibet, Très lent (Mi bemolle minore), dedicato a Jean Marnold
- Scarbo, Modéré (Sol diesis minore), dedicato a Rudolph Ganz

## Analisi
Il titolo di Gaspard de la nuit deriva dal fatto che Bertrand finse di pubblicare un manoscritto, con questa firma, che gli era stato affidato da un oscuro personaggio, un vecchio male in arnese incontrato in un parco pubblico di Digione con cui aveva discusso a lungo di arte; il vecchio Gaspard si rivelò poi per essere il diavolo. 
Le composizioni di Bertrand sembravano dei veri e propri ritrovati per indurre sogni tormentati e incubi, e Ravel spesso nelle sue opere aveva cercato di evocare suggestioni inquiete e turbate. I tre poemetti scelti erano perfetti proprio per gli echi di sogno tormentato e di mistero. Ondine rappresenta un sogno sereno e chiaro come lo scorrere leggero dell'acqua; Le gibet rievoca l'ossessione dalle tinte fosche e lugubri; il terzo brano Scarbo chiude la serie di reminiscenze oniriche con la figura sinistra di un nano deforme e ambivalente.
- Ondine ("Ondina") evoca l'immagine di una ninfa lacustre mentre canta con l'intento di sedurre chi ascolta e condurlo ad esplorare le profondità del lago. È un brano descrittivo dalla cui armonia si sprigiona una seduzione sonora che richiama la freschezza dell'acqua e degli schizzi fra cui appare e scompare la ninfa. La musica è caratterizzata da continue "ondulazioni" di sonorità, che rappresentano il moto incessante dei flutti ora in un senso, ora nell'altro. Le ripetute scale riportano alla mente i rivoli d'acqua e le sonorità cristalline già espresse dall'autore in Jeux d'eau.
- Le gibet ("La forca") descrive una sinistra scena di impiccagione: "È la campana che rintocca alle mura di una città, sotto l'orizzonte, e la carcassa di un impiccato che il tramonto infiamma"[3]. Il rintocco delle campane arriva da lontano ed è un suono implacabile e funereo nella sua insistenza; l'effetto è ottenuto con la lenta e costante ripercussione della nota Si bemolle, ripetuta 153 volte per tutta la durata del pezzo in legato-staccato[2]. Il ritmo rimane costante e ininterrotto e su di esso si appoggiano delle serie di accordi che vanno via via smorzandosi sempre in pianissimo.
- Scarbo. Il terzo brano è musicalmente uno scherzo e descrive un folletto notturno deforme e repellente che appare e scompare guizzando di continuo e prendendosi gioco di chi ascolta con burle e sberleffi. La tecnica pianistica di Ravel tocca un trascendentale virtuosismo con combinazioni sonore ardite che descrivono la grande mobilità del folletto; la sua ambivalenza sinistra è rappresentata da due temi, il primo costruito in prevalenza su tre note e il secondo si poggia su frequenti note ribattute[4]. I temi vengono ripetuti, sovrapposti, integrati, con una metamorfosi continua, spaziando da un capo all'altro della tastiera, sempre in alternanze di pianissimo e fortissimo. Dopo una serie di vertiginosi arpeggi il finale, dalla sonorità estremamente accentuata, si spegne infine al nulla.

Ravel, con una certa malizia, dichiarò esplicitamente di aver composto un'opera che superava in difficoltà Islamej di Balakirev unanimemente considerato un pezzo di difficoltà e virtuosismo estremi.

In un'altra occasione, Ravel giudicò il proprio lavoro con queste parole: 
La padronanza tecnica che Gaspard de la nuit richiede all'esecutore è in effetti assoluta: la raccolta è tuttora un arduo banco di prova anche per i pianisti più dotati. Alcuni passi particolarmente complessi sono scritti su tre pentagrammi. Meritano di essere ricordate, tra le altre, le interpretazioni di Vlado Perlemuter, Arturo Benedetti Michelangeli, Claudio Arrau, Martha Argerich, Sergio Fiorentino, Marc-André Hamelin e Ivo Pogorelich.

Vlado Perlemuter studiò la partitura con l'autore; il compositore era molto meticoloso e per Le gibet, in particolar modo, esigeva un tempo assolutamente rigoroso. Per timore della monotonia alcuni esecutori non erano abbastanza disciplinati; Perlemuter disse che, nonostante ciò, per Ravel si doveva essere implacabili e "non bisognava aver paura di rendere il brano noioso".